# Pé-tsaï
Brassica rapa subsp. pekinensis
Pour les articles homonymes, voir chou.
Sous-espèce
Classification phylogénétique
Le pe-tsaï ou chou chinois, ou bai cai (chinois : 白菜 ; pinyin : báicài ; EFEO : pai-ts’ai ; litt. « chou blanc » \paɪ̯˧˥ t͡sʰaɪ̯˥˩\), ou baechu (en coréen : 배추/白菜), chou de Pékin ou encore chou napa (du nappa (ハクサイ ou 白菜), la seconde conservant l'écriture chinoise), est une sous-espèce de plante herbacée de la famille des brassicacées, largement cultivée comme plante potagère pour ses feuilles consommées comme légume.
Nom scientifique : Brassica rapa L. subsp. pekinensis (Lour.) Hanelt (1986).
Synonymes
- Brassica pekinensis (Lour.) Rupr.), famille des Brassicacées, sous-famille des Brassicoideae.
- Brassica campestris L. subsp. pekinensis (Lour.) Olsson (1954)
- Brassica pekinensis (Lour.) Rupr. (1860)
- Sinapis pekinensis Lour. (1790)

Noms vernaculaires : pe-tsaï, chou de Pékin, chou chinois, chou du Shantong.
Il est voisin du choux de Shanghai ou bok choy (Brassica rapa L. subsp. chinensis), ou pak choï ou encore paksoy, lui aussi appelé chou chinois, aux côtes plus fournies et aux grandes feuilles vertes.

## Description

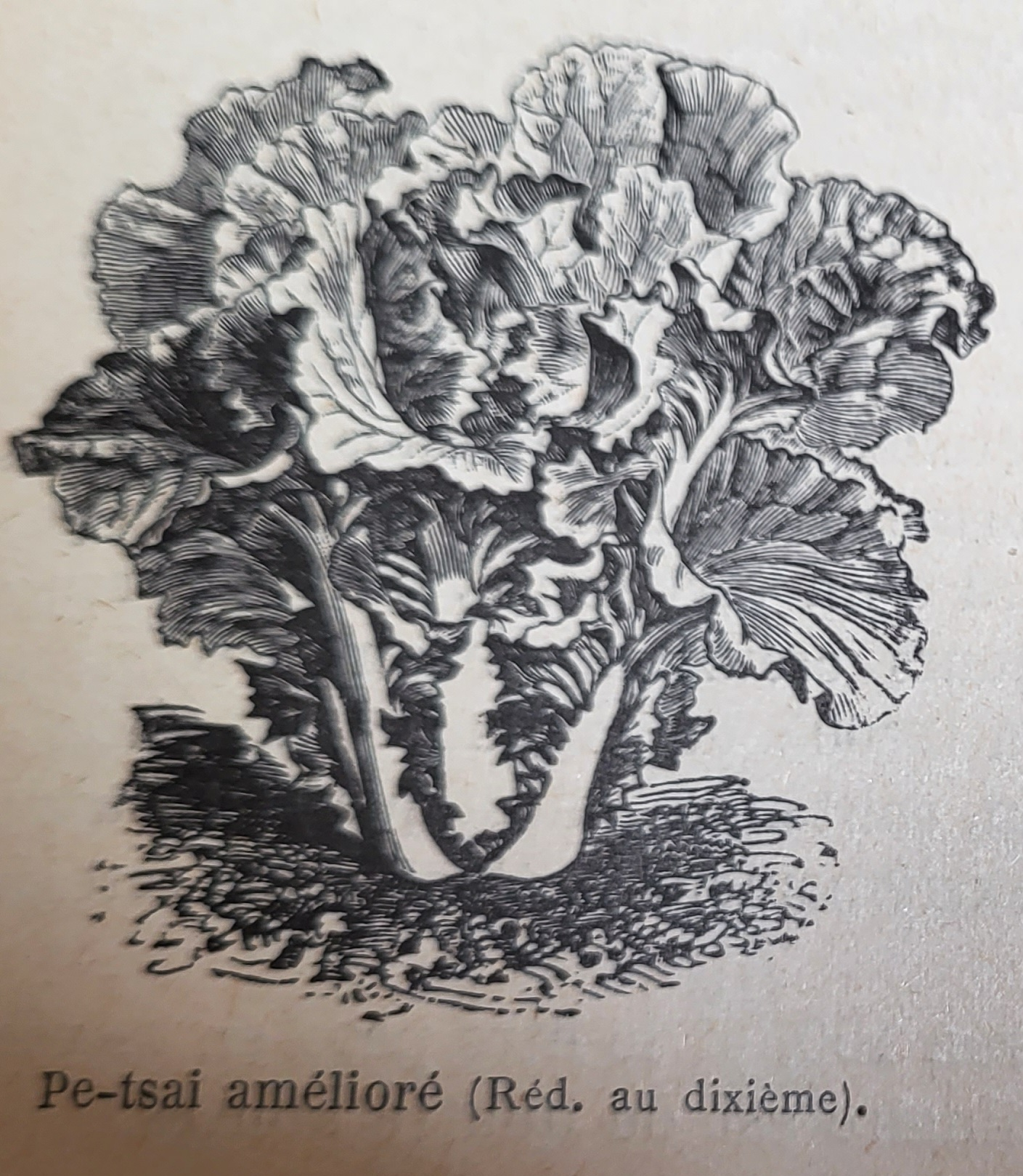
Chou chinois Pé-tsaï amélioré, illustration Vilmorin 1904.

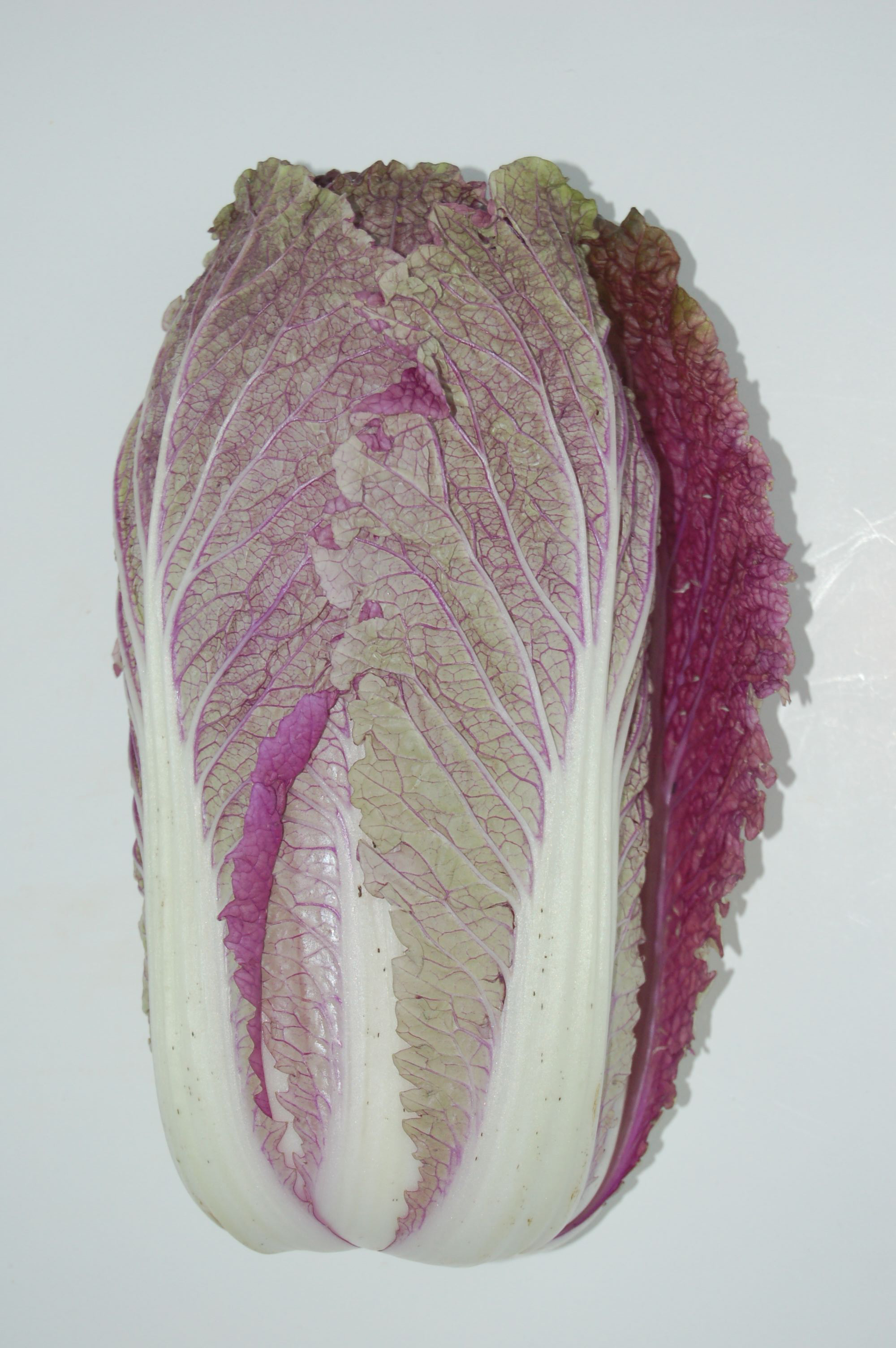
Une version de chou napa rouge.

Ce chou est une plante bisannuelle à feuilles entières, allongées et dressées formant une « pomme » de forme allongée. 
Le Pe-tsai diffère complètement, par l'aspect, de nos choux d'Europe. Il ressemble plutôt aux poirées à cardes ou aux laitues romaines. Il peut former aussi un simple bouquet de feuilles demi-dressées et s'évasant en forme d'entonnoir. Les côtes, assez grosses et charnues, sont d'un blanc jaunâtre, et le limbe de la feuille est plus étroit. Les feuilles sont un peu cloquées, ondulées sur les bords et d'un vert pâle ou blond. 
La tige florale qui apparaît durant la deuxième année porte des fleurs jaunes regroupées en épi. Les fruits sont des siliques renfermant de petites graines d'un gris noirâtre rondes. Un gramme en contient environ 350, et le litre pèse à peu près 700 grammes. La durée de conservation de la faculté germinative est d'environ cinq ans.
Le pet-tsai amélioré est une race  à végétation vigoureuse et à développement rapide. En France, il est bien adapté comme légume d'hiver pour le Midi.

## Culture
Cette espèce se sème dans le courant de l'été pour obtenir des pommes en automne et pendant l'hiver. Faire des semis successifs permet d'échelonner la production. 

## Utilisation
Le pe-tsai ayant un goût moins prononcé que les choux d'Europe, peut se consommer soit cru en salade, soit cuit de diverses façons. Bouilli, haché et assaisonné au beurre, il rappelle passablement la saveur fine de la chicorée cuite.

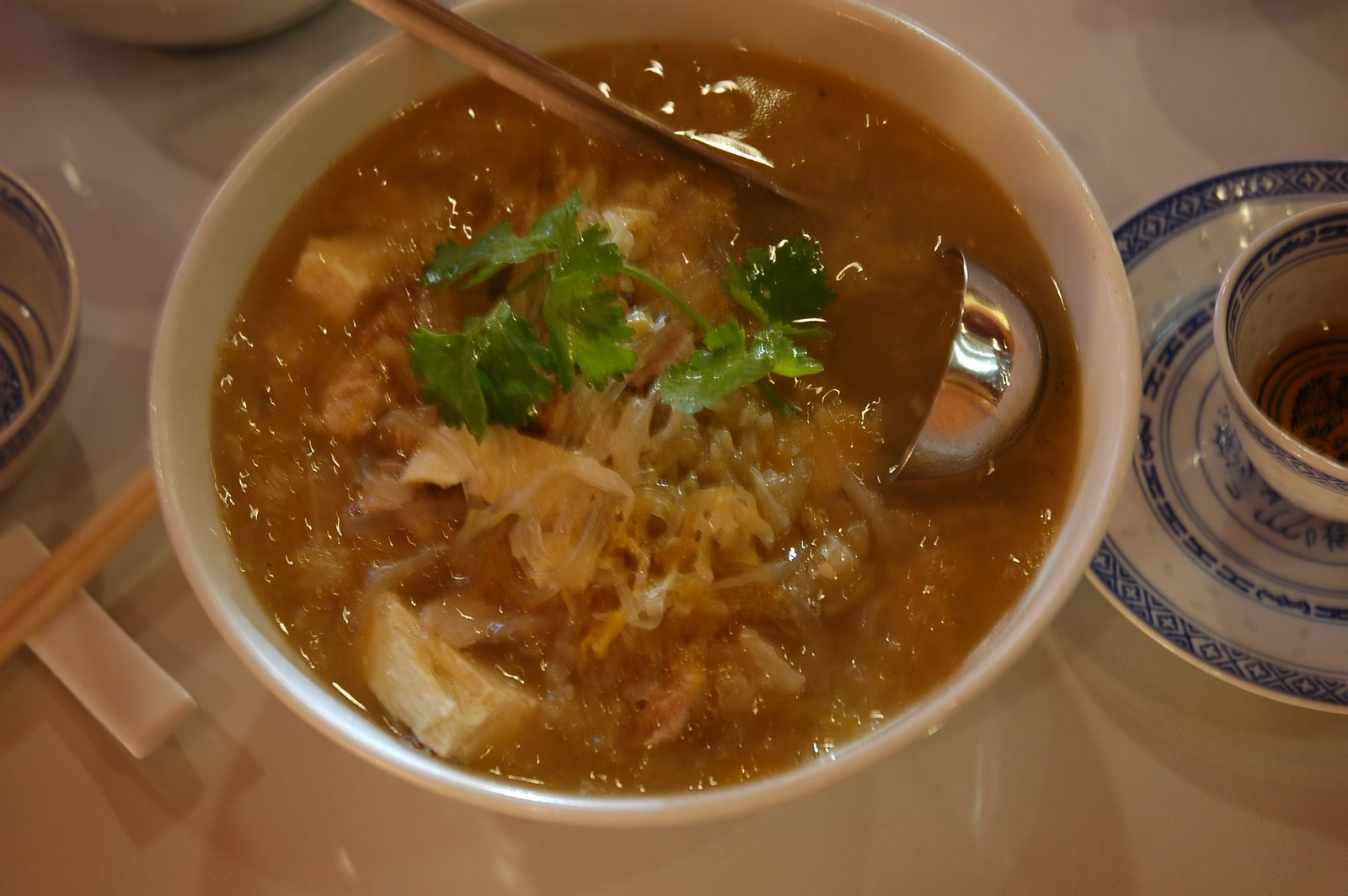
Soupe de choucroute au porc et vermicelle de soja, du nord-est de la Chine.

Dans son pays d'origine, la Chine, le chou est le légume par excellence, et le caractère 菜 (pinyin : cài) désigne les plats de viande et de légumes, tout ce qui n'est pas le 飯 / 饭 fàn (riz, nouilles, mantou, galettes, bouillies). Il est consommé en soupe, en salade, sauté avec la viande, en composant de la farce des jiaozi (饺子 / 餃子), raviolis dits pékinois, également consommés au Japon (gyōza (餃子), translittération phonétique du terme chinois) et en Corée (mandu) et, et des galettes fourrées, en Chine et en Corée.
Le pe-tsai est utilisé fermenté par saumurage, où il est alors appelé suancai (酸菜, suān cài) dans le nord-est de la Chine, principalement dans la province du Heilongjiang, où il serait à l'origine de la choucroute.
Cette recette est également utilisée dans la cuisine coréenne en y ajoutant du piment, dans le plat nommé baechu gimchi (coréen : 배추김치/白菜沈菜), une variante de kimchi.
Il est consommé :
- En bouillon, faire dorer un peu d'oignons émincés, ajouter une petite quantité d'ail et de gingembre pilés, puis de l'eau salée que l'on porte à ébullition. Jeter le chou préalablement émincé (grossièrement), laisser cuire entre 5 et 7 minutes.
- À l'étouffée, même procédé, mais on met les morceaux de chou émincé dans la cocotte, sans eau, on sale et on couvre pendant 8 à 9 minutes, selon qu'on le préfère al dente ou bien cuit.
- À la poêle, avec du piment, et du poivre du Sichuan.
- Cru, feuilles émincées en salade avec une vinaigrette.
- Saumuré, dans le nord-est de la Chine en choucroute (sec ou en soupe), ainsi qu'en Corée dans les banchan ou les galettes fourrées.
- Dans les farces, végétariennes ou au porc, utilisées dans les jiaozi, les baozi et d'autres plats.

A la Réunion, il est consommé en brède et appelé brède pet-saye.

## Économie
En 2010, le mauvais temps en Corée du Sud provoque une baisse de la récolte de choux chinois : 150 000 tonnes au lieu de 250 000. En conséquence, le prix du chou a quadruplé, atteignant les 7,30 euros pièce, et provoquant par répercussion une augmentation des prix de tous les fruits et légumes locaux. Le gouvernement a réagi en suspendant les droits de douane sur les choux chinois, et en annonçant l'importation de 100 tonnes de choux et de 50 tonnes de radis en provenance de Chine. Cette annonce a provoqué la hausse du prix du chou en Chine, ainsi que d'autres légumes.